# Anzor Alem
 Rashidi Alema Anzor  (Kisangani, 4 de abril de 2001) es un actor y cantante de cine y teatro congoleño. Es más conocido por su aparición como Baby Boy en la película Baby Boy of the house, Anzor en Ima y Cloves Thomas en Tozoom. También hizo una aparición en la película Beast con Idris Elba.

## Biografía
Rashidi Alema Anzor nació el 4 de abril de 2001 en Kisangani en la República Democrática del Congo, Anzor Alem nació en una familia de cuatro hijos, de los cuales es el mayor. Pasa parte de su infancia en Goma, donde su familia se instala después de dejar su ciudad natal. Sin embargo, su infancia estuvo marcada por la separación de sus padres, que se divorciaron cuando él aún era joven.
Después del divorcio, su madre decide mudarse con sus hijos a Lubumbashi, ciudad en la que Anzor Alem pasa gran parte de su adolescencia. Esta experiencia de vida tendrá una influencia significativa en su futura trayectoria artística.

## Filmografía
| Año  | Título            | Personaje    | Notas |
| ---- | ----------------- | ------------ | ----- |
| 2020 | Lucky             | Smith        |       |
| 2022 | Baby Boy of House | Clover tomas |       |
| 2022 | Ima (film)        | Anzor        |       |
| 2022 | Tozoom            | Clover tomas |       |
| 2022 | Beast (película)  |              |       |
| 2024 | The White Blood   | Stony White  |       |

### Redes sociales
- Anzor Alem en Facebook
- Anzor Alem en X (antes Twitter)
- Anzor Alem en TikTok
- Anzor Alem en Instagram
- Anzor Alem en Telegram
- Anzor Alem en YouTube.
- Anzor Alem en Spotify

- Datos: Q112914149
- Multimedia: Anzor Alem / Q112914149